# Обремб (Журомінський повіт)
Обремб (пол. Obręb) — село в Польщі, у гміні Лютоцин Журомінського повіту Мазовецького воєводства.
Населення — 174 особи (2011).
У 1975-1998 роках село належало до Цехановського воєводства.

## Демографія
Демографічна структура станом на 31 березня 2011 року:
|          | Загалом | Допрацездатний вік | Працездатний вік | Постпрацездатний вік |
| -------- | ------- | ------------------ | ---------------- | -------------------- |
| Чоловіки | 85      | 18                 | 57               | 10                   |
| Жінки    | 89      | 16                 | 55               | 18                   |
| Разом    | 174     | 34                 | 112              | 28                   |